# The Men in Black
The Men in Black je komiksová kniha, kterou napsal Lowell Cunningham a ilustroval Sandy Carruthers. Příběhy byly vydávány u kanadského nakladatelství Aircel Comics, které později odkoupilo americké nakladatelství Malibu Comics, které bylo roku 1994 koupeno nakladatelstvím Marvel Comics.

## Vydání
První série o třech číslech byla vydávána od ledna do března 1990. Poté, co bylo nakladatelství Aircel odkoupeno Malibu byla vydána druhá série o třech číslech The Men in Black Book II #1-3 (květen-červenec 1991).
Roku 1994 nakladatelství Malibu bylo odkoupeno nakladatelstvím Marvel. Po úspěchu zfilmování komiksu, Marvel vydal několik jednorázových čísel, např. Men in Black: Retribution.

## Příběh
"Men In Black" (MiB) je světová organizace monitorující paranormální aktivitu na Zemi (mimozemšťany, démony či mutanty). Hlavními protagonisty jsou agenti Zed, Jay a Kay.
Agenti mají právo využít jakýchkoliv prostředků ke splnění mise. Také úzkostlivě dbají o své utajení, kdokoliv chce MiB prozradit je jimi nemilosrdně odstraněn.

## Film a seriál
Nepříliš známý komiks byl roku 1997 zfilmován do velmi úspěšného filmu, který byl poté následován dvěma pokračováními, a také animovaným seriálem.

### Filmy
- 1997 - Muži v černém - Americký hraný film. Režie Barry Sonnenfeld, v hlavních rolích Tommy Lee Jones a Will Smith.
- 2002 - Muži v černém 2 - Americký hraný film. Režie Barry Sonnenfeld, v hlavních rolích Tommy Lee Jones a Will Smith.
- 2012 - Muži v černém 3 - Americký hraný film. Režie Barry Sonnenfeld, v hlavních rolích Tommy Lee Jones, Will Smith a Josh Brolin.
- 2019 - Muži v černém: Globální hrozba - Americký hraný film. Režie F. Gary Gray, v hlavních rolích  Chris Hemsworth a Tessa Thompson.

### Seriál
- 1997-01 - Men in Black: The Series - Americký animovaný seriál o 53 epizodách.